# دانشگاه فناوری جامائیکا
دانشگاه فناوری جامائیکا (UTech, Ja.)، سابقاً کالج هنر، علم و فناوری، یک دانشگاه دولتی در جامائیکا است.
این دانشگاه به عنوان مؤسسه فناوری جامائیکا در سال ۱۹۵۸ تأسیس شد. سال بعد به عنوان کالج هنر، علم و فناوری (CAST) ثبت شد و به‌طور رسمی توسط قانون پارلمان در سال ۱۹۶۴ به رسمیت شناخته شد. در سال ۱۹۸۶ امکان اعطای مدرک به آن داده شد و در آن یک شورای حاکمیتی و هیئت علمی تأسیس شد. این کالج در ۱ سپتامبر ۱۹۹۵ وضعیت دانشگاهی را تحت نام فعلی خود به دست آورد.